# 30. Infanterie-Brigade (Deutsches Kaiserreich)
Die 30. Infanterie-Brigade war ein Großverband der Preußischen Armee.

## Geschichte
Die 30. Infanterie-Brigade wurde am 29. April 1852 durch Umbenennung der 3. Infanterie-Brigade in Köln aufgestellt, wo sie ihren Standort bis zum 30. Juni 1868 hatte. Anschließend war sie bis zum Kriegsende in Koblenz stationiert. Sie war bis 1912 Teil der 15. Division, die dem VIII. Armee-Korps mit Sitz in Koblenz zugeordnet war. Von 1912 bis zum Kriegsende gehörte sie zur 16. Division.

### Gliederung
- 1852 bis 1859

28. Infanterie-Regiment, 28. Landwehr-Regiment, 33. Infanterie-Regiment (1.Reserve Regiment)
- 1860 bis 1863

Infanterie-Regiment „von Goeben“ (2. Rheinisches) Nr. 28, 6. Rheinisches Infanterie-Regiment Nr. 68, Ostpreußisches Füsilier-Regiment Nr. 33, 2. Rheinisches Landwehr-Regiment Nr. 28
- 1864 bis 1866

2. Rheinisches Infanterie-Regiment Nr. 28, Ostpreußisches Füsilier-Regiment Nr. 33, 2. Rheinisches Landwehr-Regiment Nr. 28
- 1867

Ostpreußsisches Füsilier-Regiment Nr. 33, 5. Rheinisches Infanterie-Regiment Nr. 65, 2. Rheinisches Landwehr-Regiment Nr. 28
- 1868 bis 1889

2. Rheinisches Infanterie-Regiment Nr. 28, 6. Rheinisches Infanterie-Regiment Nr. 68, 2. Rheinisches Landwehr-Regiment Nr. 28, Reserve-Landwehr-Bataillon Nr. 40
- 1889 bis 1914

Infanterie-Regiment von Goeben (2. Rheinisches) Nr. 28, 6. Rheinisches Infanterie-Regiment Nr. 68
- Kriegsgliederung bei Mobilmachung im August 1914

Infanterie-Regiment von Goeben (2. Rheinisches) Nr. 28, 6. Rheinisches Infanterie-Regiment Nr. 68
- Kriegsgliederung am 26. März 1918

Infanterie-Regiment von Goeben (2. Rheinisches) Nr. 28, Infanterie-Regiment „von Horn“ (3. Rheinisches) Nr. 29, 6. Rheinisches Infanterie-Regiment Nr. 68, 1. Eskadron Braunschweigisches Husaren-Regiment Nr. 17.

### Deutscher Krieg
Während des Krieges gegen Österreich 1866 nahm die Brigade im Verbund mit der 15. Division bei der Elbarmee an den Kämpfen bei Hühnerwasser, Münchengrätz, Königgrätz und Jakobau teil.

### Deutsch-Französischer Krieg 1870/1871
Im Deutsch-Französischen Krieg war die Brigade
an den Schlachten von Gravelotte, Bellevue Orléans, Schlacht bei Mars-la-Tour sowie an der Belagerung von Metz beteiligt.

### Erster Weltkrieg
Mit der Mobilmachung im August 1914 musste die Brigade das Brigade Ersatz Bataillon 30 aufstellen und wurde im Verband der 16. Division ausschließlich an der Westfront eingesetzt.
Zu den Kampfhandlungen, Gefechten und Schlachten siehe Kampfgeschehen der 16. Division.

### Brigadekommandeure
| Name                              | Datum                                  |
| --------------------------------- | -------------------------------------- |
| Karl von Könneritz                | 4. Mai 1852 bis 6. Mai 1857            |
| Adolph von Wintzigerode           | 7. Mai 1857 bis 21. November 1858      |
| Albert von Schrabisch             | 22. November 1858 bis 30. Juni 1860    |
| Albert von Klaß                   | 1. Juli 1860 bis 13. Januar 1862       |
| Albert von Schrabisch             | 14. Januar 1862 bis 17. April 1865     |
| Leonhard von Blumenthal           | 18. April 1865 bis 18. Mai 1866        |
| Ernst Caspar Otto von Glasenapp   | 19. Mai 1866 bis 21. März 1868         |
| Otto von Strubberg                | 22. März 1868 bis 3. Februar 1873      |
| William von Goeben                | 4. Februar 1873 bis 13. Juli 1877      |
| August von Oppell                 | 14. Juli 1877 bis 26. Dezember 1881    |
| Rudolf von Minckwitz              | 27. Dezember 1881 bis 3. Dezember 1886 |
| August von Seebeck                | 4. Dezember 1886 bis 7. April 1889     |
| Wilfried von Oidtmann             | 8. April 1889 bis 15. Juni 1891        |
| Eugen Keyler                      | 16. Juni 1891 bis 15. Juni 1896        |
| Leopold Hentschel von Gilgenheimb | 16. Juni 1896 bis 15. März 1899        |
| Heinrich von Normann              | 16. März 1899 bis 16. Mai 1902         |
| Hans von Zwehl                    | 17. Mai 1902 bis 3. September 1906     |
| Rudolf von Wegerer                | 4. September 1906 bis 26. Januar 1910  |
| Edwin Sunkel                      | 27. Januar 1910 bis 21. April 1912     |
| Maximilian Zipper                 | 22. April 1912 bis 21. April 1914      |
| Maximilian von Pfuel              | 22. April 1914 bis 15. September 1914  |
| Arnold von Heise-Rotenburg        | 16. September 1914 bis 14. März 1915   |
| Paul Hucke                        | 15. März 1915 bis 7. Oktober 1916      |
| Gustav von Waldersee              | 8. Oktober 1916 bis 3. November 1917   |
| Heinrich von Bonin                | 4. November 1917 bis 2. November 1918  |
| August Dihle                      | 3. November 1918 bis Kriegsende        |